# Mafia? Nein danke!
mafianeindanke (in italiano Mafia? No grazie!) è un movimento antimafia che ha preso vita in Germania in seguito alla strage di Duisburg dell'agosto 2007. Nata da un'idea di Laura Garavini, mafianeindanke fa parte della rete europea CHANCE (Civil Hub Against Organized Crime) ed è attiva nella difesa della legalità in Germania. Presidente dell'associazione è il giornalista italotedesco Sandro Mattioli.

## Origini
Il 15 agosto 2007 a Duisburg nella Renania Settentrionale-Vestfalia davanti al ristorante italiano Da Bruno sei persone appartenenti alla 'Ndrangheta vennero uccise nell'ambito di un regolamento di conti tra cosche; l'evento è ricordato come la "strage di Duisburg".
In risposta alla rappresentazione frammentaria del problema della criminalità organizzata italiana in Germania, spesso basata su stereotipi superficiali, un gruppo di immigrati italiani a Berlino decise di impegnarsi per proporre alla società civile tedesca un'analisi e una riflessione più coerenti ed approfondite sulle attività mafiose in Germania. Ispirandosi ad altre realtà di movimenti a tutela della legalità sorti in Italia, quali Addio Pizzo e Libera l'associazione mafianeindanke  persegue i seguenti obiettivi:
- contrastare le attività delle organizzazioni criminali mafiose in Germania;
- sensibilizzare l'opinione pubblica e la classe politica tedesca sul problema della criminalità organizzata in Germania, per il riconoscimento del fenomeno mafioso come prettamente extra-nazionale e, da contrastarsi quindi, con una maggior collaborazione tra Stati, soprattutto membri  dell'Unione europea;
- affermare e difendere il valore della legalità e la consapevolezza che solo il rispetto condiviso delle regole può essere alla base di qualsiasi moderna società democratica;
- mantenere sotto costante osservazione le attività del fenomeno mafioso in Germania cercando di dare risalto al lavoro di giornalisti, magistrati e forze di polizia che operano nel contrasto alle organizzazioni criminali;
- sostenere e promuovere progetti di educazione volti a valorizzare l'importanza della legalità;
- offrirsi come punto di riferimento per tutti coloro che, sentendosi minacciati dalle mafie, hanno bisogno di ascolto, sostegno, consiglio; mafianeindanke intende quindi mantenere viva la memoria di tutti coloro che hanno subito minacce e ritorsioni da parte di criminali mafiosi;

## Attività
Subito dopo la strage di Duisburg, nel dicembre 2007 esponenti di un clan della Camorra tentarono di estorcere del denaro ad alcuni ristoratori a Berlino. Mafianeindanke permise a questi imprenditori di unirsi e facilitò la comunicazione con la polizia e la relativa denuncia della tentata estorsione. I malavitosi furono in seguito arrestati. 
Nell'arco del 2008 mafianeindanke ha organizzato numerose iniziative volte a proporre una riflessione pubblica sul tema della criminalità organizzata e sugli strumenti necessari a contrastarla; in questi incontri è emerso chiaramente ai fondatori dell'associazione il bisogno di approfondire con sistematicità il ritardo del sistema legislativo tedesco in termini di contrasto al fenomeno mafioso.
Attraverso la collaborazione con giornalisti, politici, magistrati ed esponenti della società civile, mafianeindanke ha tentato di richiamare l'attenzione sull'armonizzazione degli ordinamenti giuridici europei. In seguito ad un convegno organizzato a Berlino nel marzo del 2009 mafianeindanke ha ottenuto il primo successo nazionale in Germania nel successivo mese di luglio, quando il Parlamento tedesco ha finalmente introdotto la direttiva europea di riconoscimento delle reciproche sentenze per gli stati membri dell'Unione.
Mafianeindanke prosegue il lavoro finora svolto affinché anche la Germania così come tutti i paesi dell'Unione Europea giungano a definire penalmente il reato di associazione mafiosa e a prevedere lo strumento giuridico della confisca come arma fondamentale del contrasto al crimine organizzato.